# تشيكلايو
تشيكلايو (تنطق بالإسبانية: [tʃiklaʝo]) هي عاصمة المنطقة امباييكه في شمال بيرو. وهي تقع على بعد 13 كيلومترا داخلياً من ساحل المحيط الهادئ و770 كيلومترا من العاصمة، ليما.
تأسست باسم «سانتا ماريا دي لوس فاليس دي تشيكلايو» في 1500s، كان منح لقب «المدينة» في 15 أبريل 1835 من قبل الرئيس فيليبي سالافاري سانتياغو. كما أعطى المدينة اسم شرفي «مدينة الابطال»، وهو اللقب الذي لا تزال تعتز بة حتى يومنا هذا، كاعتراف لشجاعة لمواطنيها.
حاليا، تشيكلايو هي واحدة من المناطق الحضرية الأكثر أهمية في بيرو. وقد نمت لتصبح رابع أكبر مدينة في البلاد بعد ليما واريكويبا وتروخيو. المدينة يبلغ عدد سكانها 738,000 في حين أن منطقة العاصمة يبلغ عدد سكانها 972,713 (2009 - World-Gazetteer.com). بالإضافة إلى ذلك، المدينة مهمة تجاريا للغاية، والعديد من الخصائص الحديثة، فضلا عن كونها معروفا كواحد من أكثر المدن ودية في بيرو. وبسبب هذه السمة تلفبت بالمدينة الصديقة، كما هو معروف تشيكلايو رأس المال للصداقة ولؤلؤة الشمال.
تقع المدينة من مقربة لأثر واري.

## المناخ
يظهر الجدول التالي التغييرات المناخية على مدار السنة لتشيكلايو:
| البيانات المناخية لـتشيكلايو                                                                                           | البيانات المناخية لـتشيكلايو | البيانات المناخية لـتشيكلايو | البيانات المناخية لـتشيكلايو | البيانات المناخية لـتشيكلايو | البيانات المناخية لـتشيكلايو | البيانات المناخية لـتشيكلايو | البيانات المناخية لـتشيكلايو | البيانات المناخية لـتشيكلايو | البيانات المناخية لـتشيكلايو | البيانات المناخية لـتشيكلايو | البيانات المناخية لـتشيكلايو | البيانات المناخية لـتشيكلايو | البيانات المناخية لـتشيكلايو |
| الشهر | يناير                        | فبراير                       | مارس                         | أبريل                        | مايو                         | يونيو                        | يوليو                        | أغسطس                        | سبتمبر                       | أكتوبر                       | نوفمبر                       | ديسمبر                       | المعدل السنوي                |
| --- | ---------------------------- | ---------------------------- | ---------------------------- | ---------------------------- | ---------------------------- | ---------------------------- | ---------------------------- | ---------------------------- | ---------------------------- | ---------------------------- | ---------------------------- | ---------------------------- | ---------------------------- |
| الدرجة القصوى °م (°ف)                                                                                                  | 36.2 (97.2)                  | 38.0 (100.4)                 | 36.0 (96.8)                  | 39.2 (102.6)                 | 34.9 (94.8)                  | 34.7 (94.5)                  | 35.4 (95.7)                  | 31.4 (88.5)                  | 30.5 (86.9)                  | 30.0 (86.0)                  | 32.2 (90.0)                  | 34.0 (93.2)                  | 39.2 (102.6)                 |
| متوسط درجة الحرارة الكبرى °م (°ف)                                                                                      | 29.1 (84.4)                  | 30.5 (86.9)                  | 30.3 (86.5)                  | 28.8 (83.8)                  | 26.6 (79.9)                  | 24.9 (76.8)                  | 23.6 (74.5)                  | 23.4 (74.1)                  | 23.6 (74.5)                  | 24.2 (75.6)                  | 25.3 (77.5)                  | 27.1 (80.8)                  | 26.4 (79.5)                  |
| المتوسط اليومي °م (°ف)                                                                                                 | 23.4 (74.1)                  | 24.3 (75.7)                  | 24.3 (75.7)                  | 22.8 (73.0)                  | 21.1 (70.0)                  | 19.9 (67.8)                  | 18.8 (65.8)                  | 18.4 (65.1)                  | 18.3 (64.9)                  | 18.8 (65.8)                  | 19.7 (67.5)                  | 21.8 (71.2)                  | 21.0 (69.8)                  |
| متوسط درجة الحرارة الصغرى °م (°ف)                                                                                      | 19.3 (66.7)                  | 20.5 (68.9)                  | 20.5 (68.9)                  | 19.1 (66.4)                  | 17.8 (64.0)                  | 16.7 (62.1)                  | 15.7 (60.3)                  | 15.3 (59.5)                  | 15.2 (59.4)                  | 15.6 (60.1)                  | 16.3 (61.3)                  | 17.6 (63.7)                  | 17.5 (63.5)                  |
| أدنى درجة حرارة °م (°ف)                                                                                                | 15.0 (59.0)                  | 16.0 (60.8)                  | 10.5 (50.9)                  | 12.8 (55.0)                  | 11.0 (51.8)                  | 12.8 (55.0)                  | 12.0 (53.6)                  | 11.0 (51.8)                  | 12.0 (53.6)                  | 12.0 (53.6)                  | 10.0 (50.0)                  | 10.0 (50.0)                  | 10.0 (50.0)                  |
| الهطول مم (إنش) | 5.9 (0.23)                   | 2.4 (0.09)                   | 8.8 (0.35)                   | 4.0 (0.16)                   | 1.3 (0.05)                   | 0.4 (0.02)                   | 0.0 (0.0)                    | 0.3 (0.01)                   | 0.6 (0.02)                   | 0.8 (0.03)                   | 1.9 (0.07)                   | 0.5 (0.02)                   | 26.9 (1.06)                  |
| متوسط أيام هطول الأمطار (≥ 1.0 mm)                                                                                     | 1.2                          | 1.3                          | 3.6                          | 1.9                          | 0.7                          | 0.3                          | 0.0                          | 0.2                          | 0.2                          | 0.4                          | 0.3                          | 0.6                          | 10.6                         |
| متوسط الرطوبة النسبية (%)                                                                                              | 73                           | 72                           | 74                           | 75                           | 76                           | 78                           | 79                           | 80                           | 79                           | 79                           | 78                           | 76                           | 77                           |
| المصدر #1: NOAA, Meteo Climat (record highs and lows)                                                                  |                              |                              |                              |                              |                              |                              |                              |                              |                              |                              |                              |                              |                              |
| المصدر #2: الأرصاد الجوية الألمانية (mean temperatures 1961–1990, precipitation days 1970–1990 and humidity 1954–1969) |                              |                              |                              |                              |                              |                              |                              |                              |                              |                              |                              |                              |                              |

## أعلام
- إستيبان كانال
- ماركوس ديلغادو
- ليليانا مايو
- أوسكار فيلتشيز
- ميغيل أنخيل دي لا فلور